# Palazzo Malipiero Trevisan

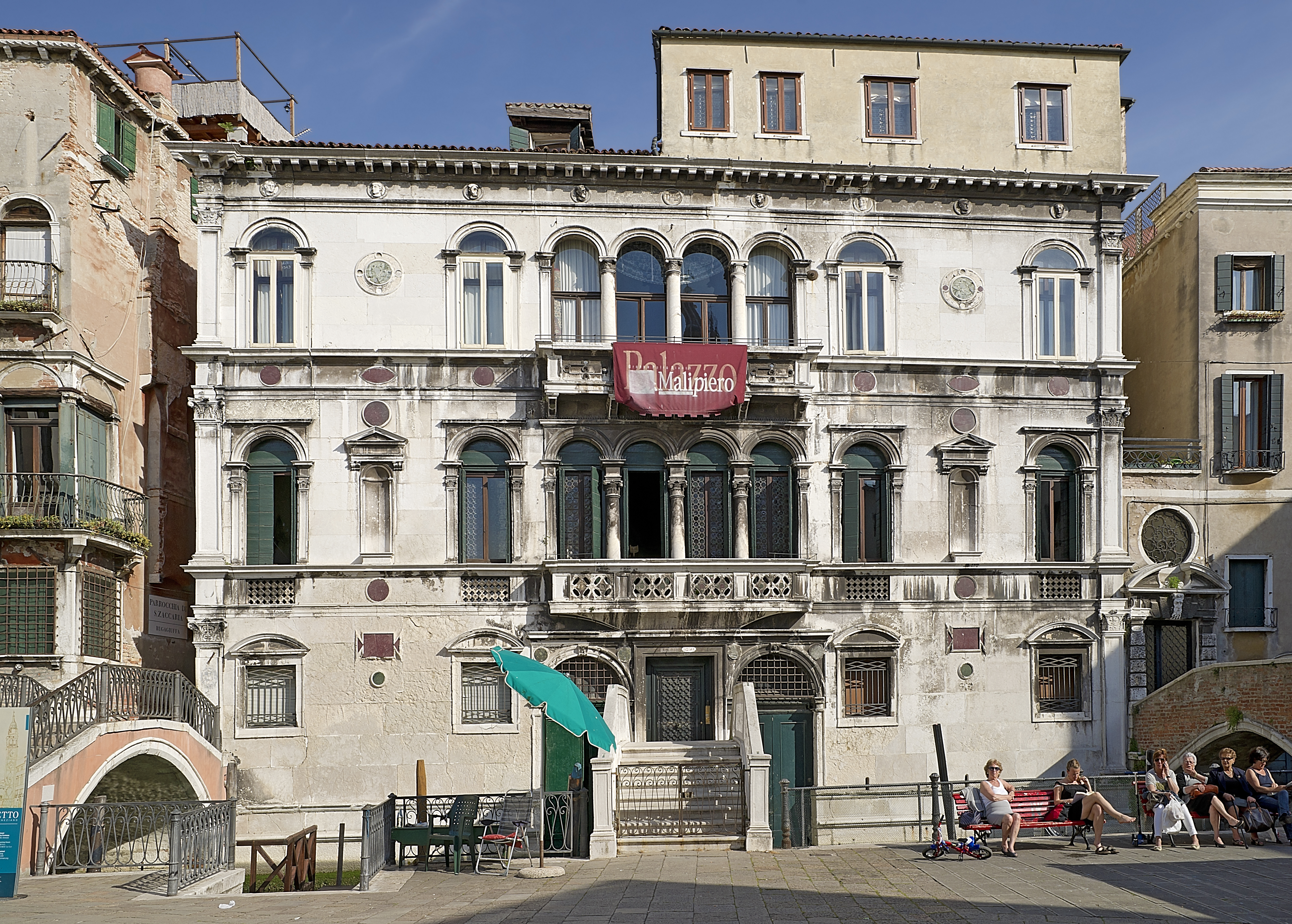
Palazzo Malipiero Trevisan mit Zugangsbrücke

Palazzo Malipiero Trevisan ist ein Palast in Venedig in der italienischen Region Venetien. Er liegt im Sestiere Castello auf der Südostseite des Campo Santa Maria Formosa und ist von diesem durch den Rio di Santa Maria Formosa getrennt. Den Zugang vom Platz aus vermittelt eine kleine, private Brücke.

## Geschichte
Bis zum Ende des 15. Jahrhunderts war der Palast das Wohnhaus der Familie Malipiero und fiel dann über die mütterliche Linie an die Trevisans. Vermutlich wurde er in dieser Zeit in die heutige Form umgebaut. Dieser Umbau wird seit Langem dem Architekten Santo Lombardo zugeschrieben, wofür es aber keinen sicheren Beweis gibt. Vermutlich wurde dieser auch nur mit der Fertigstellung der Ausschmückung betraut.
Im Laufe der Zeit wurde der Palast in verschiedene Wohnungen aufgeteilt, in denen nicht nur die Trevisans, sondern auch die Diedos, die Bembos und die Zens wohnten. Auch die berühmte Druckerei Fracasso war hier untergebracht. Heute ist das Gebäude immer noch in verschiedene Wohnungen aufgeteilt.

## Beschreibung

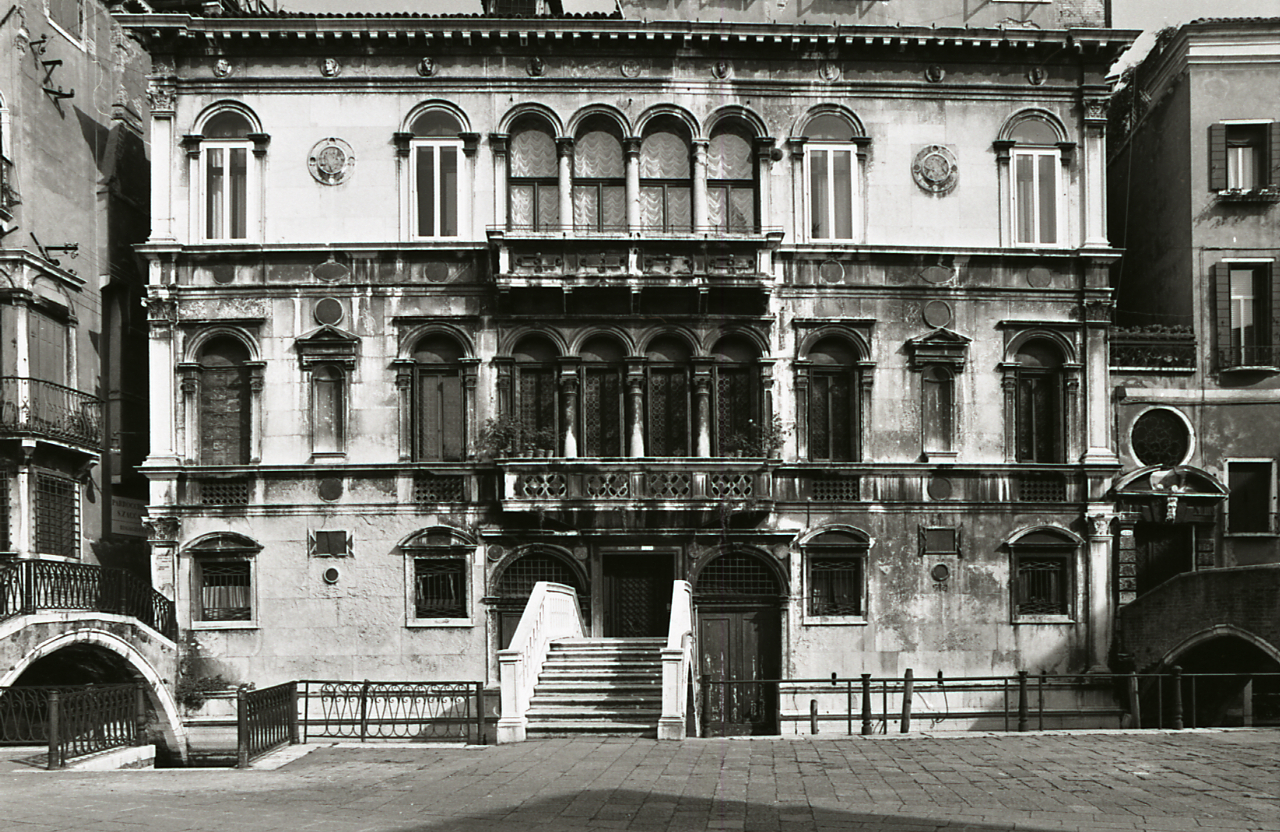
Die Fassade des Palastes auf einem Foto von Paolo Monti (1977)

Die symmetrische Fassade, an der auch noch die originale Verkleidung mit istrischem Kalkstein erhalten ist, ist typisch für die Renaissance.
Das Gebäude hat drei Stockwerke. Im Erdgeschoss gibt es zwei Rundbogenportale zum Wasser. Die beiden Hauptgeschosse sind gleichermaßen mit einem Vierfachfenster in der Mitte mit behauenen Brüstungen und zwei Einzelfenstern an den Seiten, alle mit Rundbögen, ausgestattet.
Zur Verzierung und Ausrichtung der Fassadenteile gibt es Nischen und Halbreliefe, letztere in gotisch-byzantinischem Stil, wie beim benachbarten Palazzo Vitturi.
Im zweiten Obergeschoss finden sich im Inneren Fresken aus dem 18. Jahrhundert in gutem Erhaltungszustand.